# Попмузика
| |  |  |
| Згідно з кількома джерелами, телеканал MTV допоміг стати попзірками Майклу Джексону і Мадонні; одночасно, і Джексон, і Мадонна допомогли зробити MTV впливовим музичним каналом |  |  |

Попму́зика (англ. pop music, скорочення від popular music — популярна, загальнодоступна музика) — поняття, що охоплює різноманітні стилі, жанри та напрями масового музикування. Феномен попмузики сформувався передусім в англомовних країнах, Заходу як явище молодіжної культури.

## Етимологія
Девід Гетч та Стівен Міллвард визначають попмузику як «музичну сукупність, яка відрізняється від популярної, джазової та народної музики». На думку Піта Сігера, попмузика — це «професійна музика, яка спирається як на народну музику, так і на музику образотворчого мистецтва».  Хоча попмузика розглядається лише як чарт-сингли, це не сума всієї музики чартів. Музичні чарти містять пісні з різних джерел, включаючи класичні, джазові, рок- музичні та пісні-новинки. Вважається, що попмузика існує і розвивається окремо. Отже, термін «попмузика» може використовуватися для опису окремого жанру, який характеризують як «миттєву музику на основі синглів, орієнтовану на підлітків», на відміну від рок-музики як «музику на основі альбомів «для дорослих».
Попмузика постійно розвивається разом із визначенням терміна. За словами теоретика музики Білла Лемба, популярна музика визначається як «музика з часів індустріалізації у 1800-х роках, яка найбільше відповідає смакам та інтересам міського середнього класу».  Термін «поп-пісня» вперше був використаний у 1926 році у значенні музичного твору, «що має популярність». Гетч і Міллвард вказують на те, що багато подій в історії звукозапису 1920-х років можна розглядати як народження сучасної індустрії попмузики, зокрема в кантрі та блюзі.
Термін попмузика «виник у Великій Британії в середині 1950-х років як опис рок-н-ролу та нових стилів молодіжної музики, на які він вплинув». Оксфордський музичний словник стверджує, що хоча «попереднє значення попу» означало концерти, привабливі для широкої аудиторії  з кінця 1950-х років, однак поп мав особливе значення некласичної музики, як правило, у формі пісень у виконанні таких виконавців, як «Бітлз»,  «Ро́ллінг Сто́унз», «АББА». На початку 1960-х років термін попмузика термінологічно конкурував з ритм-музикою в Англії, тоді як в США конкурував з  рок-н-ролом.
З 1967 року термін попмузика дедалі частіше вживався на противагу терміну рок-музика, поділ, який надав загальне значення обом термінам.  Хоча рок прагнув до розширення можливостей популярної музики, поп був більш комерційним, ефемерним та доступним. За словами британського музикознавця Саймона Фріта, попмузика створюється «як підприємництво, а не мистецтво», і «розроблена для того, щоб сподобатися кожному», але «не походить з якогось конкретного місця або не відзначає якогось особливого смаку». Фріт додає, що «це не зумовлене будь-якими суттєвими амбіціями, крім прибутку та комерційної винагороди, а в музичному плані це, по суті, консервативність».

## Характеристика
Теоретик музики Тімоті Ворнер заявив, що у попмузиці акцент робиться на записі, виробництві та технологіях, а не на живому виконанні. Тенденція відображає існуючі тенденції, а не поступальний розвиток і спрямована на заохочення танців або використовує ритми, орієнтовані на танці.
Основним носієм попмузики є пісня, часто довжиною від двох з половиною до трьох з половиною хвилин, загалом позначена послідовним і помітним ритмічним елементом, загальноприйнятим стилем і простою традиційною структурою.  Структура багатьох популярних пісень така, що складається з вірша та хору, приспів, призначений для того, щоб запам'ятатися за допомогою простого повторення як музики, так і лірики. Приспів часто є місцем, де музика нарощується, і йому часто передує «падіння», де основа та барабан «випадають».  Поширені варіанти включають форму вірша-хору та форму тридцяти двох тактів, з акцентом на мелодії та хор, який мелодійно, ритмічно та гармонійно контрастує з текстом. Такт і мелодії, як правило, прості, з обмеженим гармонійним супроводом. Тексти пісень сучасної естради, як правило, зосереджені на простих темах — часто любовні та романтичні стосунки.
Гармонія та акордні прояви в попмузиці є «класичними європейськими тональностями, лише більш простими».
Ідентифікувальні фактори попмузики включають повторювані хори, короткі до середньої довжини пісні, написані в основному форматі і ритми, під які легко танцювати. Багато попмузики також запозичує елементи з інших стилів, таких як рок, міський, танцювальний, латиноамериканський та кантрі.
Інструментальні ресурси попмузики обмежені, як правило, електрогітарами та ударними інструментами з епізодичним застосуванням саксофонів та інших, зокрема й екзотичних інструментів. Для сучасної попмузики велике значення відіграє електронна апаратура. Мелодії, як правило, нескладні, ритмічні, легко запам'ятовуються.
Вокальний стиль попмузики характеризується мелодійною та емоційною манерою виконання, застосуванням «відкритого» звука, наближенням до мовлення співом, демонстративно «непоставленими» голосами, неприродною теситурою, з широким використанням екстатичних вигуків, стогонів, завивань та інших ефектів.
Сучасні форми попмузики поширені в усьому світі, проте складність її оцінювання як культурного явища зумовлена неоднозначністю естетичної оцінки та соціальної ролі.

## Історія
У 40-х роках вдосконалений дизайн мікрофона дозволив більш інтимний стиль співу, а через десять — двадцять років недорогі та довговічні записи на 45 об / хв для синглів «зробили революцію в способі поширення попу», що допомогло перенести попмузику на систему звукозаписів / радіо / фільмів.  Ще однією технологічною зміною стала широка доступність телебачення в 1950-х роках з телевізійними виступами, що змусило «зірок естради мати візуальну присутність». У 1960-х роках введення недорогих портативних транзисторних радіостанцій означало, що підлітки в розвинених країнах могли слухати музику за межами домівки. На початку 1980-х років на промоцію попмузики сильно вплинув підйом музичних телевізійних каналів, таких як MTV, які «надавали перевагу таким артистам, як Майкл Джексон і Мадонна, які мали сильну візуальну привабливість».
Багатодоріжкові записи (з 1960-х) та цифрові вибірки (з 1980-х) також використовуються як методи створення та опрацювання попмузики. У середині 60-х років попмузика повторювала випуски в нові стилі та техніки, що надихало публічний дискурс серед слухачів. Слово «прогресивний» часто вживалося, і вважалося, що кожна пісня та сингл мають бути «прогресією». Музичний критик Саймон Рейнольдс пише, що, починаючи з 1967 року, існував би розділ між «прогресивною» попмузикою та «масовою  чарт-попмузикою», поділ, який «також був загалом розділений між хлопцями та дівчатами, середнім класом та робочим класом.»
Сучасна попмузика формувалася паралельно з іншими жанрами, такими як рокмузика, і не завжди була віддільна від них. У 1970-х і 1980-х роках її найтиповішою формою була т. зв. «Традиційна музика» (traditional pop), яку в СРСР було прийнято називати «естрадна музика», «естрада». Традиційний поп виконується співаком-солістом під фоновий акомпанемент. У США естрада була тісно пов'язана з джазом (Френк Сінатра), у Франції — з шансоном. Аналогічні виконавці популярні і в СРСР — Леонід Утьосов, Клавдія Шульженко, Марк Бернес, Володимир Трошин. Значну частину попмузичної сцени США складають виконавці-афроамериканці у жанрі соул.
Справжнім проривом в попмузиці стала поява в 1970-ті стилю «диско» (євродиско) і таких груп, як ABBA, Boney M, Dschinghis Khan, Bee Gees. Попмузика відтепер витісняє рок-н-рол як основна танцювальна музика на дискотеках, і з цього часу танцювальна музика (dance music) є одним з основних напрямків у попмузиці.
Завдяки появі музичного телебачення (зокрема, телеканалу MTV), в 1980-ті формується культура відеокліпів. У цей час у США з'являються такі зірки, як Майкл Джексон, Мадонна, Прінс, Вітні Г'юстон. На попмузику в цей період впливають хіп-хоп, соул і ритм-енд-блюз. У 1990-ті і 2000-ні до цього додається танцювальна електронна музика. Від 2009, в Італії, з'являються такі зірки як Noemi.
Друга половина 20-го століття включала тенденцію в американській культурі, коли межі між мистецтвом та попмузикою стиралися. У 1950–1970 рр. велися дискусії «попса проти мистецтва». З тих пір певні музичні видання сприймають легітимність музики, тенденція, яку називають «поптимізмом».
Протягом свого розвитку попмузика поглинала вплив інших жанрів популярної музики. Рання попмузика спиралася на сентиментальну баладу для своєї форми, використовувала вокальні гармонії з госпелу та соул-музики, інструменти з джазу та рок-музики, оркестрування з класичної музики, темп з танцювальної музики, підтримку з електронної музики, ритмічні елементи з хіпу-хопмузика, а також розмовні уривки з репу. У 2016 році дослідження наукових звітів, яке вивчило понад 464 000 записів популярної музики, записаних між 1955 і 2010 роками, показало, що з 1960-х років попмузика виявляє менше різноманітності у звучанні висоти, зростає середній рівень гучності, менш різноманітна інструментальна техніка та техніка запису.  
У 1960-х рр. більшість масової попмузики поділялося на дві категорії: гітарні, драм-бас-групи або співаки, підтримані традиційним оркестром. З початку десятиліття для поп-продюсерів, авторів пісень та інженерів було звичним вільно експериментувати з музичною формою, оркестрацією та іншими звуковими ефектами. Одними з найвідоміших прикладів є «Звукова стіна» Філа Спектора та використання саморобних електронних звукових ефектів. У той же час попмузика на радіо, як в американському, так і в британському фільмі відійшла від вишуканого до більш ексцентричного написання пісень.  Дослідження 2019 року, проведене Нью-Йоркським університетом, в якому 643 учасники мали оцінити, наскільки звичною для них є поп-пісня, пісні 1960-х виявилися найбільш запам'ятовуваними, значно більше, ніж пісні останніх 2000 — 2015 років.
До прогресивної естради кінця 1960-х років виконавці не могли визначитися з художнім змістом своєї музики. За економічного піднесення середини 1960-х, звукозаписні компанії почали інвестувати в художників, даючи їм свободу експериментувати та пропонуючи їм обмежений контроль над їх змістом та маркетингом. Інді-поп, який розвинувся наприкінці 1970-х років, ознаменував черговий відхід від гламуру сучасної попмузики, коли гітарні групи сформувались на основі тодішньої нової передумови, що можна записувати і випускати власну музику без необхідності закуповувати контракт на запис.  
1980-ті роки пам’ятають більшим використанням цифрових записів, пов’язаних із використанням синтезаторів, синтезаторською поп- музикою та іншими електронними жанрами із збільшенням популярності нетрадиційних інструментів. До 2014 року попмузика у всьому світі була наповнена електронною танцювальною музикою. У 2018 році дослідники з Каліфорнійського університету дійшли висновку, що попмузика стала ``сумнішою з 1980-х років. Елементи щастя та яскравості з часом замінили електронні ритми, що робить попмузику більш «сумною, але танцювальною».

## Критерії популярності
У попмузиці домінують американська та (з середини 1960-х) британська музична індустрія, вплив якої зробив попмузику чимось на зразок міжнародної монокультури, але більшість регіонів та країн мають власну форму попмузики, інколи виробляючи місцеві версії. Поп-стилі незалежно від того, співіснують із місцевими жанрами чи маргіналізують їх, розповсюдилися по всьому світу і стали спільними стилістичними знаменниками у світових комерційних музичних культурах. Деякі незахідні країни, такі як Японія, розвинули процвітаючу індустрію попмузики, більша частина якої присвячена попсі західного типу. Японія протягом кількох років виробляє більшу кількість музики, ніж скрізь, крім США. Поширення попмузики західного типу трактувалось по-різному як репрезентація процесів американізації, гомогенізації, модернізації, творчого привласнення, культурного імперіалізму або більш загального процесу глобалізації.
Критерії популярності попмузики визначаються двома чинниками.
Один із них — це міжнародні фестивалі і конкурси, що виявляють «найкращих». Найавторитетнішим конкурсом попмузики вважається премія Греммі. Попмузика представлена також на щорічному конкурсі «Євробачення», дещо політизованому через спосіб підрахунку голосів по країнах.
Інший спосіб пов'язаний зі статистичними даними, зокрема підрахунком кількості проданих компакт-дисків, популярності пісень на радіостанціях і в продажу, здійснюваному через Інтернет. На основі статистичних даних складаються списки, подібні до найбільшого національного музичного списку у світі — Billboard Hot 100 (США). Наприклад, у Великій Британії це UK Singles Chart і UK Albums Chart одночасно.
Велике значення у просуванні тієї чи іншої попгрупи відіграє реклама. Вже на початку 1940-х років реклама з'явилась на радіо, потім на телебаченні, зараз використовується в Інтернеті. Як новий носій і інструмент реклами, виступив мобільний телефон.